# NGC 4333
NGC 4333 este o liner situată în constelația Fecioara. A fost descoperită în 13 aprilie 1784 de către William Herschel.